# 고선명 우주망원경
고선명 우주망원경(High-Definition Space Telescope, HDST)는 LUVOIR의 콘셉트이다. 이 개념은 2015년 7월 6일 나왔다. 우주론 연구, 외계 행성 연구 등이 이 우주망원경의 목표다.

## 역사와 제작배경
2015년 7월 6일, 이 탐사선의 기본적인 개념이 연구소에서 나왔다. 며칠 뒤, 가시광선, 적외선, 자외선을 관측하는 것으로 결정되었다. 그리고 LUVOIR의 콘셉트로 편입되었다. 이후 2017년, 플래그쉽 프로그램으로 편입되었다.

## 과학장비
주경:우주망원경의 주경으로 분해능과 집광력이 허블 우주 망원경보다 24배 더 성능이 좋다.
부경:주경이 모은 빛을 다시 카메라로 찍을 수 있게 도와주는 것이 목적이다.
카메라:부경이 다시 반사한 빛을 찍는 것이 목적이다.
전력공급장치:우주망원경에 전력을 배분해서 공급하는 것이 목적이다.
주경 덮개:주경을 보호할 때 쓴다. 거의 사용할 일은 없다.
트랜스폰더:송신 장치로, 탐사선이 찍은 사진을 송신하는 것이 목적이다.
반작용 휠:망원경의 자세를 조정할 때 사용할 예정이다.
태양전지:태양에너지를 우주망원경에 공급할 예정이다.
차광판:적외선과 자외선을 관측해야 하기 때문에, 거의 절대영도로 탐사선을 가동할 예정이다.

## 발사
발사는 케네디 우주 센터에서 2035년 델타 IV 헤비로 할 예정이다.

## 지원, 개발, 투자
- NASA
- GSFC
- KSC
- AADS

## 같이 보기
- LUVOIR
- ATLAST